# A Gyűjtő
A Gyűjtő 1912 és 1920 között három nyelven megjelenő művészeti folyóirat volt, amit a Szent György céh műkereskedelmi vállalkozás adott ki. Szerkesztője: Dr. Siklóssy László (esztétikus, író, Budapest, 1881. december 8.-Budapest, 1951. június 19.) volt. Az általa szerkesztett lapszámok havonta jelentek meg. Siklóssy László munkásságának köszönhető a hazai aukciók intézményének kialakítása. A Gyűjtő című lap beszámolt a hazai művészeti eseményekről, szakirodalmi kiadványokról, aukciókról, kiállításokról, és bemutatta a jelentősebb hazai magángyűjteményeket.
A Gyűjtő című művészeti folyóiratból évente 10 lapszám jelent meg, melynek illusztrált lapjain a művészettel és a műgyűjtés technikájával foglalkozó cikkek szerepeltek.
A folyóiratban jelent meg Csók István önarcképének ceruzavázlata.
A folyóiratból szerezhettek tudomást a korabeli műkedvelők Báró Révay Ferenc fegyvergyűjteményéről is, amelyről A Gyűjtő című folyóirat IV. évfolyamának lapszámaiban jelentek meg írások.
A kortárs festőművészek közül a Gyűjtő 1916/1-es számában szerepeltek többek közt Farkas Zoltán, Tichy Kálmán, illetve Tichy Gyula (1879-1920) művei.